# 226
El 226 (CCXXVI) fou un any comú començat en diumenge del calendari julià.

## Esdeveniments
- Comença la dinastia sassànida a Pèrsia.[1][2]